# Stanisław Zatłoka
Stanisław Zatłoka, (ur. 2 sierpnia 1944 w Czerwiennem) – polski aktor teatralny i filmowy.

## Życiorys
Był aktorem następujących teatrów:
- Teatr Nowy w Łodzi (1969-73)
- Teatr Narodowy w Warszawie (1974-75)
- Teatr na Woli (1975-86)
- Teatr Studio w Warszawie (1987-89)

W latach 90 wyjechał do USA.

## Filmografia
- 1970: Prom − kierowca Wacek
- 1970: Przystań − Czaruś
- 1970: Raj na ziemi − porucznik Andrzej Święcicki
- 1971: Gwiazda Wytrwałości − żołnierz Witek
- 1974: Najważniejszy dzień życia − radiotechnik, mieszkaniec miasteczka (odc. 8)
- 1975: Kazimierz Wielki
- 1975: Trzecia granica − Ratajski (odc. 6)
- 1978: Życie na gorąco − Pierre, przyjaciel Jean Paula Boissanta (odc. 3)
- 1979: Dyrygent − pan Rysio, członek orkiestry
- 1979: Ród Gąsieniców (odc. 1)
- 1979: Tajemnica Enigmy − lotnik (odc. 3)
- 1980: Królowa Bona − Ostoja, dworzanin Zygmunta Augusta (odc. 7-10)
- 1982: Epitafium dla Barbary Radziwiłłówny − Ostoja, dworzanin Zygmunta Augusta
- 1983: Nie było słońca tej wiosny − dowódca partyzantów
- 1983: Wierna rzeka − powstaniec
- 1985: Przyłbice i kaptury − Witold, książę litewski
- 1986: Zmiennicy (odc. 6)
- 1990: Europa, Europa
- 1990: Jan Kiliński
- 1990: Mów mi Rockefeller
- 1997-2011: Klan − pijaczek, kolega zamordowanego Zbigniewa Rzepika
- 2008: Glina − mężczyzna w klubie (odc. 23)
- 2008: Kryminalni − jubiler (odc. 98)
- 2008: Wydział zabójstw − „Olej”, hiena cmentarna (odc. 38 i 39)